# Tosali

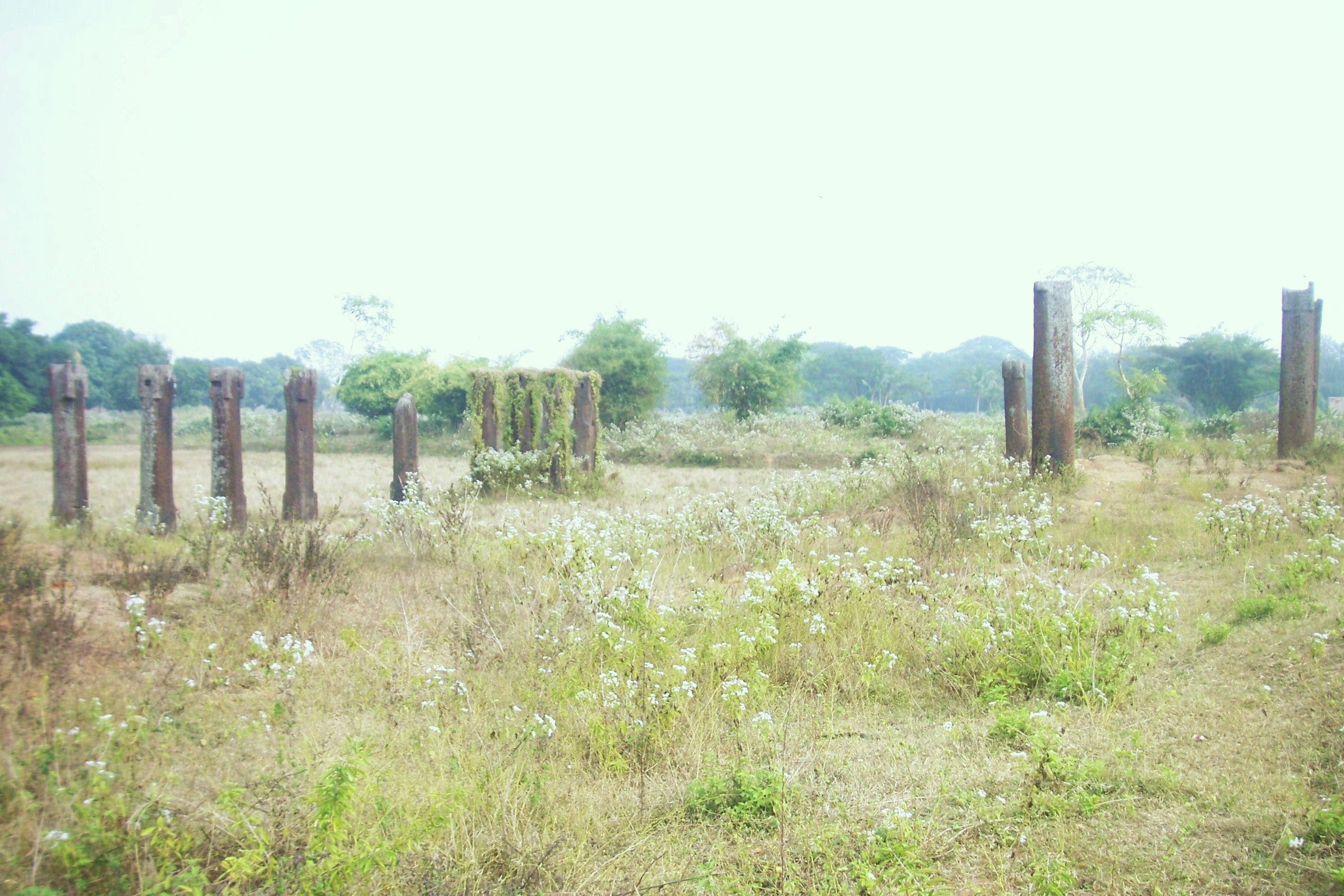
18 pilares em pedra encontrados em Sisupalgar

Tosali ou Toshali foi uma antiga cidade indiana, capital da província oriental do Império Máuria, situada no moderno estado de Orissa, na Índia Oriental. Enquanto alguns estudiosos tentam identificá-la com a antiga cidade de Dauli, 7 km fora de Bhubaneswar, outros estiveram inclinados a identificá-la com Sisupalgar, a 5 km de Bhubaneswar.
Em 1948, a primeira escavação em Sisupalgar foi conduzida por uma pesquisa arqueológica da Índia coordenara por B.B. Lal, sendo seguida por outra em 1950. Estas escavações levaram a descoberta de um antigo centro urbano fortificado em Sisupalgar. A fortificação em barro, construída no começo do século II a.C. é quase quadrada e mede ca. 1.2 km em cada lado. Também foi encontrado no local evidências de habitações fora da área fortificada, elas datadas entre 300 a.C. e 350 d.C.. Desde 2005, um time conjunto do Colégio Decão, em Pune, e a Universidade da Califórnia começou a escavar novamente o sítio. Até agora, os principais achados incluem 18 pilares em pedra.